# Volodymyr Onysjtjenko
Volodymyr Onysjtjenko (ukrainska: Володимир Іванович Онищенко), född 28 oktober 1949 i Kiev oblast, Ukrainska SSR, Sovjetunionen, är en sovjetisk fotbollsspelare som tog OS-brons i fotbollsturneringen vid de olympiska sommarspelen 1976 i Montréal.